# Berit Wallenberg
Anna Berit Wallenberg (Estocolmo, 19 de fevereiro de 1902 – Ekerö, 4 de setembro de 1995) foi uma arqueóloga, antropóloga, historiadora de arte, fotógrafa e filantropa sueca . Ela criou uma fundação de pesquisa, a Fundação Berit Wallenberg, que concede fundos para essas áreas. Desde a sua criação, tem apoiado instituições de património cultural, historiadores de arte e arqueólogos. Em 1936, tornou-se a primeira mulher sueca a ser nomeada supervisora do comité do património nacional, responsável pela restauração da Igreja Lovö.
Berit Wallenberg tornou-se a única mulher a receber um doutorado honorário da Universidade de Estocolmo. A sua carreira foi dedicada a diversas formas de investigação, história local e preservação de monumentos. O conhecimento científico, as crenças cristãs e o trabalho histórico local, especialmente em torno da ilha de Drottningholm e Lovå, tornaram-se os aspectos mais significativos de sua vida.
Ao longo de sua carreira, participou de inúmeras escavações arqueológicas. O autorretrato de um dos mais famosos pintores suecos medievais tardios, Alberto Pictor, foi encontrado por Wallenberg na Igreja de Lids durante uma escavação. Fotografou locais e monumentos significativos, que têm sido utilizados em diversos tipos de investigação histórica e arqueológica.
Suas fotografias constituem documentação de tempo cultural e historicamente valiosa. Sua coleção de aproximadamente 25 mil fotografias foi entregue como presente aos arquivos do Autoridade Nacional da Herança Cultural no início da década de 1980, na esperança de que fosse preservada para pesquisas futuras.

## Primeiros anos e família
Berit Wallenberg nasceu em 19 de fevereiro de 1902, no bairro de Skeppsholm, em Estocolmo. Ela era filha de Oscar Wallenberg (1872–1939) e de sua esposa Beatrice, nascida Keiller. Ela era neta de André Oscar Wallenberg, que fundou o Stockholms Enskilda Bank. Ela era prima do pai de Raoul Wallenberg, Raoul Oscar Wallenberg. Seu pai era oficial da Marinha e empresário. Sua mãe, Beatrice Keiller, era filha do dono da fábrica, fabricante e atacadista Alexander Keiller Jr., de Gotemburgo. Berit Wallenberg tinha um irmão, Carol, com quem foi criada em Villastaden, região de Estocolmo onde viviam numerosos indivíduos dinâmicos nos negócios, e também viviam as elites sociais. A família também morou por um breve período em Särö, onde sua mãe cresceu. Eles também moravam em Lovön, Drottningholm, em uma casa de verão de sua propriedade.

## Educação

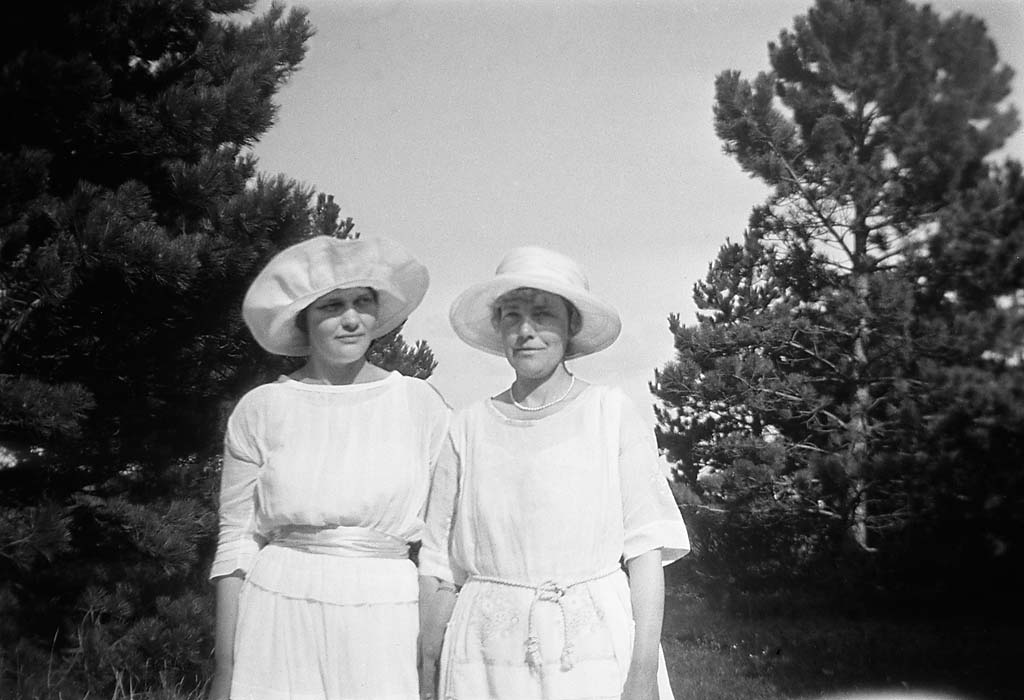
Berit Wallenberg (à esquerda) e sua mãe em Falsterbo, Escânia, Suécia (1922)

Em 1922, aos vinte anos de idade, decidiu ser historiadora de arte, aprendendo assim latim para ingressar no ensino médio, contra a vontade dos pais. No entanto, seu pai apoiou e admirou sua vida acadêmica e carreira quando ela ingressou na universidade. Em 1925, ela se formou na Escola Ahlström, uma antiga escola particular para meninas em Estocolmo. Posteriormente, naquele ano, ela frequentou a Universidade de Estocolmo. Seus objetivos de estudo foram arqueologia e história da arte da Europa Setentrional clássica, Chipre e China. Ela também estudou etnologia. Especializou-se nos afrescos medievais da Finlândia, Dinamarca e Suécia, dentro da história da arte. No âmbito do seu programa avançado de história arqueológica, concluiu a licenciatura em 1931 na temática da Idade do Bronze, embora tenha esperado até ao ano seguinte para obter o certificado de bacharel. Nesse ano ela foi para o Instituto Sueco em Roma e enquanto esteve na Itália obteve um diploma do Instituto Bizantino de Ravena. Em 1942, Wallenberg tornou-se licenciada em filosofia em história da arte e arqueologia na Universidade de Estocolmo, onde estudou história da arte.

## Carreira

### Na arqueologia

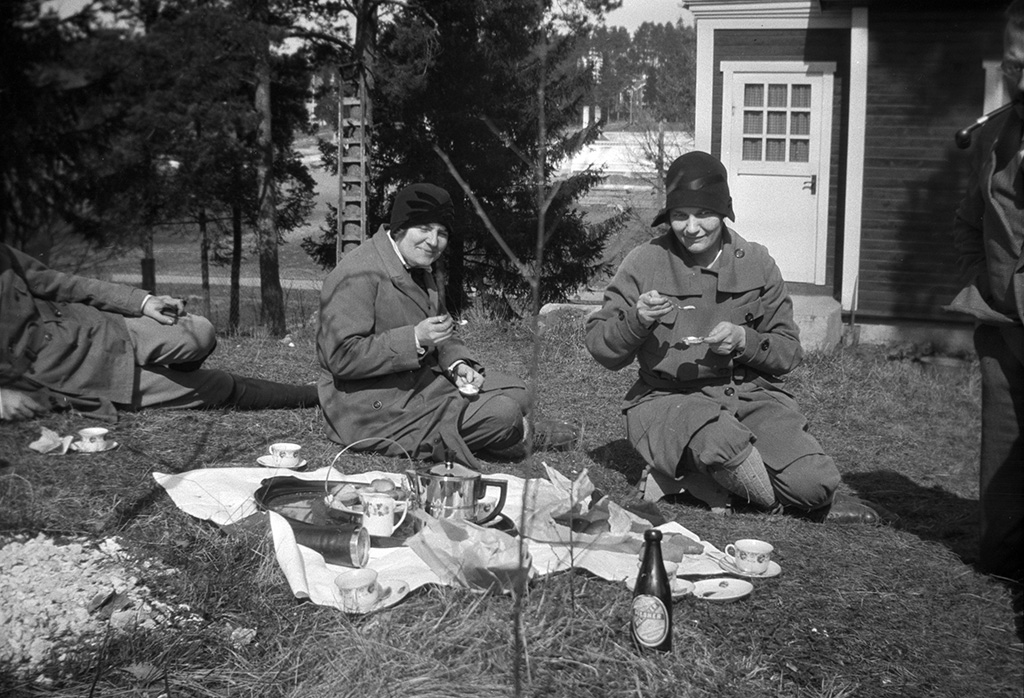
Wallenberg (à direita) durante o intervalo para almoço em sua escavação arqueológica de 1930 em Nälsta, Uppland, Suécia

Durante seus anos de estudante, Wallenberg participou de diversas escavações. Em 1924, ela participou da escavação da Idade do Bronze em Laholm. Posteriormente, ela participou da escavação de 1926 do templo pagão de Gamla Uppsala. De 1927 a 1930, participou em quatro escavações realizadas na igreja do convento de Alvastra e na igreja de Vendel. Durante a escavação da Alvastra, ela conheceu a arqueóloga Greta Arwidsson. Os tão procurados túmulos da família Sverker foram descobertos por ela durante a escavação de 1927. A restauração da igreja de Lovö começou em 1935 e Wallenberg continuou envolvido. Seu envolvimento e participação foram notados e autorizados por Sigurd Curman, que era o chefe do Conselho do Patrimônio Nacional. Ela foi escolhida para esse conselho, tornando-se a primeira mulher sueca a fazê-lo, e os seus compromissos e contribuições pareciam ter ultrapassado em muito o que o cargo exigia. No outono de 1939, Wallenberg dirigiu uma escavação arqueológica de quatro tumbas sob os penhascos rúnicos de Skänninge. Isto foi feito seguindo as instruções do Museu da Gotlândia e do Comitê do Patrimônio Nacional. Ao longo dos anos, Wallenberg esteve envolvido em escavações, principalmente na área de Estocolmo. Ela criou muitos documentos, principalmente durante suas viagens. Posteriormente, colecionou um grande número de materiais fotográficos, relativos a muitos edifícios antigos e áreas residenciais na Europa que foram destruídos na Segunda Guerra Mundial. As imagens e descrições orais que recolheu e posteriormente publicadas ajudarão a preservar o conhecimento deste património cultural para as gerações futuras. Ela doou muitas de suas fotografias ao Heritage Board na década de 1980, na esperança de que fossem úteis para futuros pesquisadores.

### Na filantropia
Em 19 de novembro de 1955, ela fundou a Fundação Berit Wallenberg com uma doação de 406 mil coroas suecas. A fundação promove a investigação em arqueologia e história da arte, preferencialmente até ao final do século XIX. As subvenções de fundos são concedidas principalmente para pesquisas relacionadas com material sueco e nórdico.

### Na fotografia

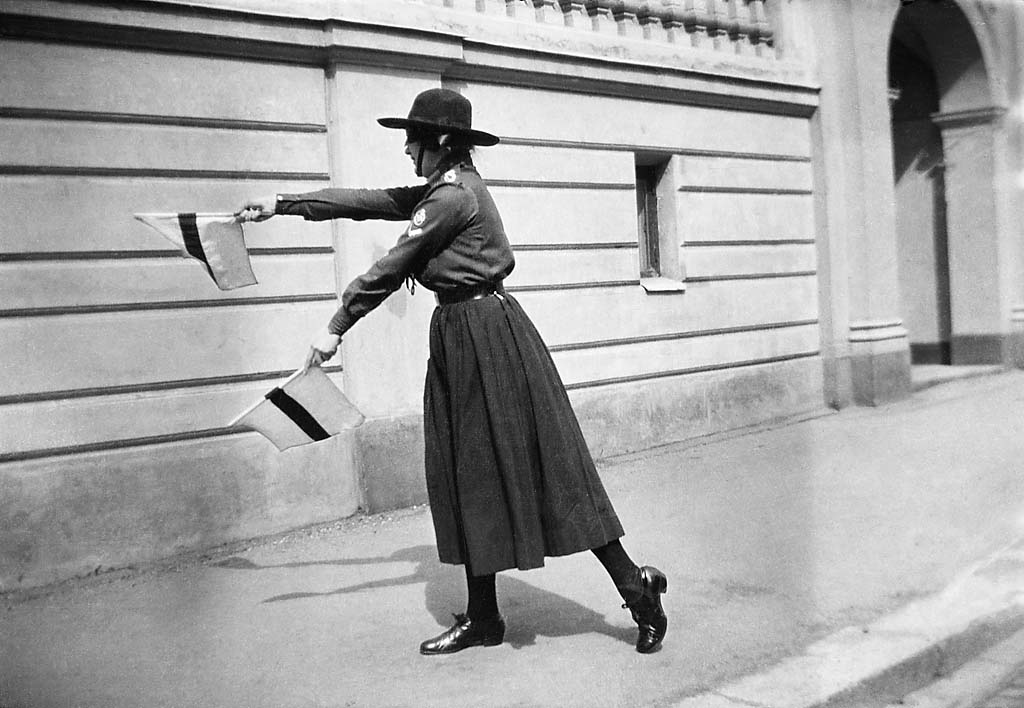
Wallenberg como escoteira em Lovö, Suécia

Wallenberg começou a tirar fotos desde cedo. Sua coleção de aproximadamente 25 mil fotografias foi entregue como presente aos arquivos do Conselho do Patrimônio Nacional no início da década de 1980, com o desejo de que fosse preservada para pesquisas futuras. Uma seleção representativa das imagens da coleção foi digitalizada pelo Conselho do Patrimônio Nacional Sueco, o que foi possível graças a uma doação da Fundação Berit Wallenberg.
As fotos foram tiradas entre as décadas de 1920 e 1980. A maioria das fotos é em preto e branco. Os motivos refletem os interesses profissionais de Wallenberg como arqueóloga e historiadora da arte. Ela fotografou monumentos antigos, escavações arqueológicas, igrejas, afrescos, outros edifícios, ambientes urbanos e paisagens. Muitas fotos foram tiradas durante suas viagens de estudo à Europa, principalmente durante as décadas de 1920 e 1930. Além dos países nórdicos, ela viajou para França, Bélgica, Países Baixos, Alemanha, Itália, Reino Unido, Irlanda e Rússia . Berit viajou para Þingvellir, na Islândia, em 1930, e tirou muitas fotos documentando o milésimo aniversário do parlamento nacional Althing. Outras fotos mostram a esfera privada com colegas de escola, parentes e amigos, atividades escoteiras, celebrações de Natal e feriados. Há fotos das casas em Villagatan 4, Malmvik em Lindö e Viken em Lovön, e fotos de um encontro de estudantes internacionais na Islândia em 1930.

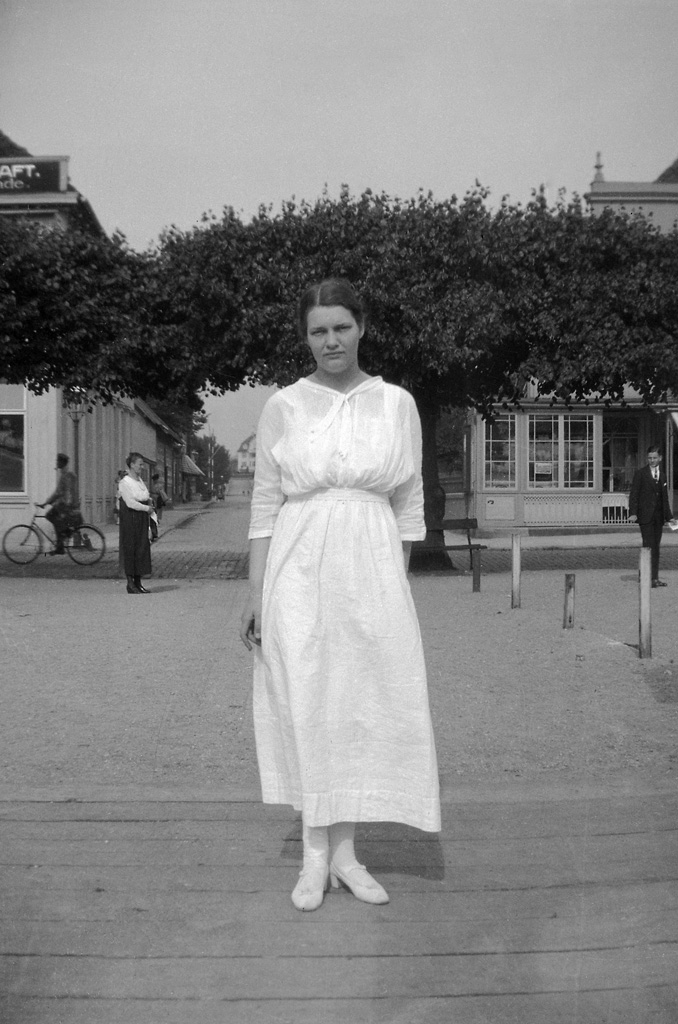
Wallenberg durante sua viagem à Alemanha em 1921

As fotografias de Wallenberg constituem documentação de época cultural e historicamente valiosa. Ambientes e edifícios que não existem hoje ou que mudaram significativamente foram fotografados, por exemplo, ambientes urbanos na Alemanha antes da Segunda Guerra Mundial.

## Vida pessoal
Wallenberg não era casada. Sua vida pessoal foi influenciada pelos três pilares: família, parentesco e crenças religiosas. Ela foi uma missionária ativa, escritora de colunas de jornais, e de cantata, e seu ambiente social inclui líderes religiosos e espirituais. Vários amigos próximos de Wallenberg desempenharam papéis importantes em sua vida profissional e privada, incluindo a escritora Stina Ridderstad, Dean Gustaf Brunkrona e Gerda Boëthius, diretora do Museu de Arte Gerda Boethius. Mais tarde atuou como curadora regional de antiguidades e arqueologia, Greta Arwidsson, e como curadora e historiadora de arte Agnes Geijer, sua amizade com Wallenberg durou até sua morte.

### Morte
Berit Wallenberg morreu em 4 de setembro de 1995. Como muitos de seus familiares, ela foi enterrada na Igreja de Lovö pelo padre Lars Djerf em 14 de setembro. Posteriormente, ele escreveu a biografia dela, publicada em 2003.

## Legado
A carreira de Wallenberg foi dedicada a diversas formas de pesquisa, história local e preservação de monumentos. O conhecimento científico, as crenças cristãs e o trabalho histórico local, especialmente em torno da ilha de Drottningholm e Lovön, tornaram-se os aspectos mais significativos da sua vida. Fotografias e documentos por ela doados a diversos museus e organizações arquivistas têm sido utilizados em pesquisas históricas. Suas fotografias constituem documentação de tempo cultural e historicamente valiosa. Ambientes e edifícios que hoje não existem ou que sofreram alterações significativas foram por ela fotografados, o que tem se mostrado útil para diversas pesquisas históricas e arqueológicas. Desde o início da criação da sua fundação, tem apoiado instituições do património cultural, historiadores de arte e arqueólogos.

## Prêmios e honrarias
- Quórum de Illis (1952)
- Honoris Causa em Filosofia pela Universidade de Estocolmo
- Medalha Hazelius em prata por Nordiska museet (1973)
- Membro honorário da associação de história local S:ta Ingrids Gille (1940)
- Prêmio comemorativo a associação Hembygds